# À la quête du passé
Vous venez d’apposer le modèle de débat d'admissibilité.
Avant toute chose, veuillez créer la page de débat correspondante en cliquant ici.
- Une fois la page de vote initialisée, rafraîchissez cette page, et le bandeau prendra son aspect définitif.
- Si votre débat d'admissibilité est groupé (le motif et l’argumentation doivent être les mêmes), modifiez cette page pour ajouter au modèle le paramètre « cat » suivi du nom de la page de discussion de l’article pour lequel la page de débat existe déjà (ex. : cat=Discussion:Nom_de_l'autre_article). Ensuite, suivez les nouvelles instructions qui apparaissent.
- Vous pouvez également utiliser le paramètre « type » pour faciliter l’accès aux critères d’admissibilité. Exemple : {{suppression|type=mot-clé}}. Liste des mots-clés existants : fiction, musique, art visuel, fanzine, jeu de société, porno, sportif, association, enseignement, société, site web, route, nombre, (Liste complète ici).

| 1. | Créez la page de débat d'admissibilité.                                                                      | Sauvegardez d’abord la page pour l’initialiser puis indiquez votre motivation.             |
| 2. | Important : ajoutez une entrée dans la section Débat d'admissibilité du jour.                                | Utilisez ce texte : *{{L\|À la quête du passé}}                                            |
| 3. | Pensez à informer les contributeurs principaux de la page et les projets associés lorsque cela est possible. | Utilisez ce texte : {{subst:Avertissement débat d'admissibilité\|À la quête du passé}}~~~~ |

Albums de Furia
Le Jardin d'Eden
(2000) Un lac de larmes et de sang
(2003)
À la quête du passé est le premier album de Furia.

## Pistes
1. Intro
2. À la quête du passé
3. Gorthoth Le Passeur Du Fleuve De L'oubli
4. Le Temple des putains démoniaques
5. Intermède
6. Incantations à Cébil
7. Le Sacrifice de la Vierge
8. Le Baptême du Diable
9. Et la lumière fut…
10. L'Antre des morts
11. Une quête sans lendemain
12. Les larmes du destin
13. Vidéo-clip

## Membres
- Nicolas - chant
- Sebastien - guitare lead
- Mickael - guitare rythmique
- Guillaume - Basse
- Mederic - Batterie